# Ferdinand Crolas
Ferdinand Gabriel Crolas, né le 17 avril 1841 à Lyon, et mort dans cette même ville le 13 février 1903, est un médecin français.

## Biographie
Ferdinand Crolas est docteur en médecine à la faculté de Montpellier en 1866 puis professeur à la faculté de médecine de Lyon. Il est aussi attaché à l’ambulance du 20e corps lors de la guerre de 1870.
Il est aussi président du comité d'inspection de la pharmacie, membre de la commission de surveillance des prisons, administrateur des hospices civils de Lyon, membre du Conseil d'hygiène et des sociétés de médecine et de pharmacie de Lyon.
Il a été élu en 1899 à l'Académie des sciences, belles-lettres et arts de Lyon

## Distinctions
- Chevalier de l'ordre du Mérite agricole
- Officier de la Légion d'honneur

Ferdinand Crolas est nommé chevalier de la Légion d'honneur le 16 mars 1872 et promu officier le 30 décembre 1898. Il est aussi chevalier du Mérite agricole, grand officier du Medjidié et officier de la Rose du Brésil.